# Uttar Pradesh
Uttar Pradesh (hindi: उत्तर प्रदेश; urdu: اتر پردیش), "Norra provinsen", är en delstat i norra Indien. Delstaten gränsar till Rajasthan, Haryana och Delhi i väster, Himachal Pradesh i nordväst, Uttarakhand och Nepal i norr, Bihar i öst samt Madhya Pradesh, Jharkhand och Chhattisgarh i söder och sydost. Uttar Pradesh är med sina drygt 200 miljoner invånare Indiens folkrikaste delstat, samt den folkrikaste administrativa enheten i världen som inte är en självständig stat. Till ytan är Uttar Pradesh den fjärde största delstaten i landet. Genom delstaten flyter de stora floderna Ganges och Yamuna och längs dem finns flera välkända städer som till exempel Agra och Varanasi.

## Historia

### Forntid till medeltid
Spår av jägare-samlare har funnits i delstaten som beräknas vara runt 85 000 till 72 000 år gamla. För runt 6 000 år sedan anses befolkningen ha börjat hålla tamboskap för att sedan utvecklas med Induskulturen runt 2600 f.Kr, den vediska perioden från 1500 f.Kr och in i järnåldern. Flera fornindiska riken erövrade det som kallades Madhya Desh och området upplevde storhetstiderna för bland annat Mauryariket på 200-talet f.Kr och Guptariket på 300-talet e.Kr. En rad hinduiska och buddhistiska riken kom att styra över delar av dagens Uttar Pradesh under århundradena som följde fram till de muslimska erövringarna på 1100-talet. Under medeltiden stod det mesta av den bördiga Gangesslätten under Delhisultanatet som besegrades av den timuridiske härföraren Babur år 1526. Denne lät grunda Mogulriket som kom att bli en regional stormakt i norra Indien.

### Tidigmodern och modern tid
I mitten av 1700-talet började mogulerna att förlora kontrollen över området och ersattes på många håll av Marathariket. År 1803, i det andra marattkriget, besegrades dessa av Brittiska ostindiska kompaniet som redan på flera håll på den indiska halvön hade tagit makten från lokala furstar. Kompaniet tillsatte på 1770-talet en resident i Lucknow för att utöva kontroll över den regerande nawaben av Oudh. 1798 tvingade kompaniet igenom ett maktskifte i Oudh och tillsatte en ny furste, Saadat Ali Khan II, som i realiteten blev en marionetthärskare som gav Ostindiska kompaniet mer och mer kontroll över riket. Dagens Uttar Pradesh utgjordes under 1800-talets första hälft dels av den indirekt styrda furstestaten Oudh och dels av det av britterna direktstyrda Nordvästprovinserna. Efter det misslyckade sepoyupproret år 1857, där Oudh var en av många furstestater som gjorde uppror mot det brittiska väldet, annekterades hela riket och blev administrativt en del av det direktstyrda förvaltningsområdet Nordvästprovinserna och Oudh.

## Geografi

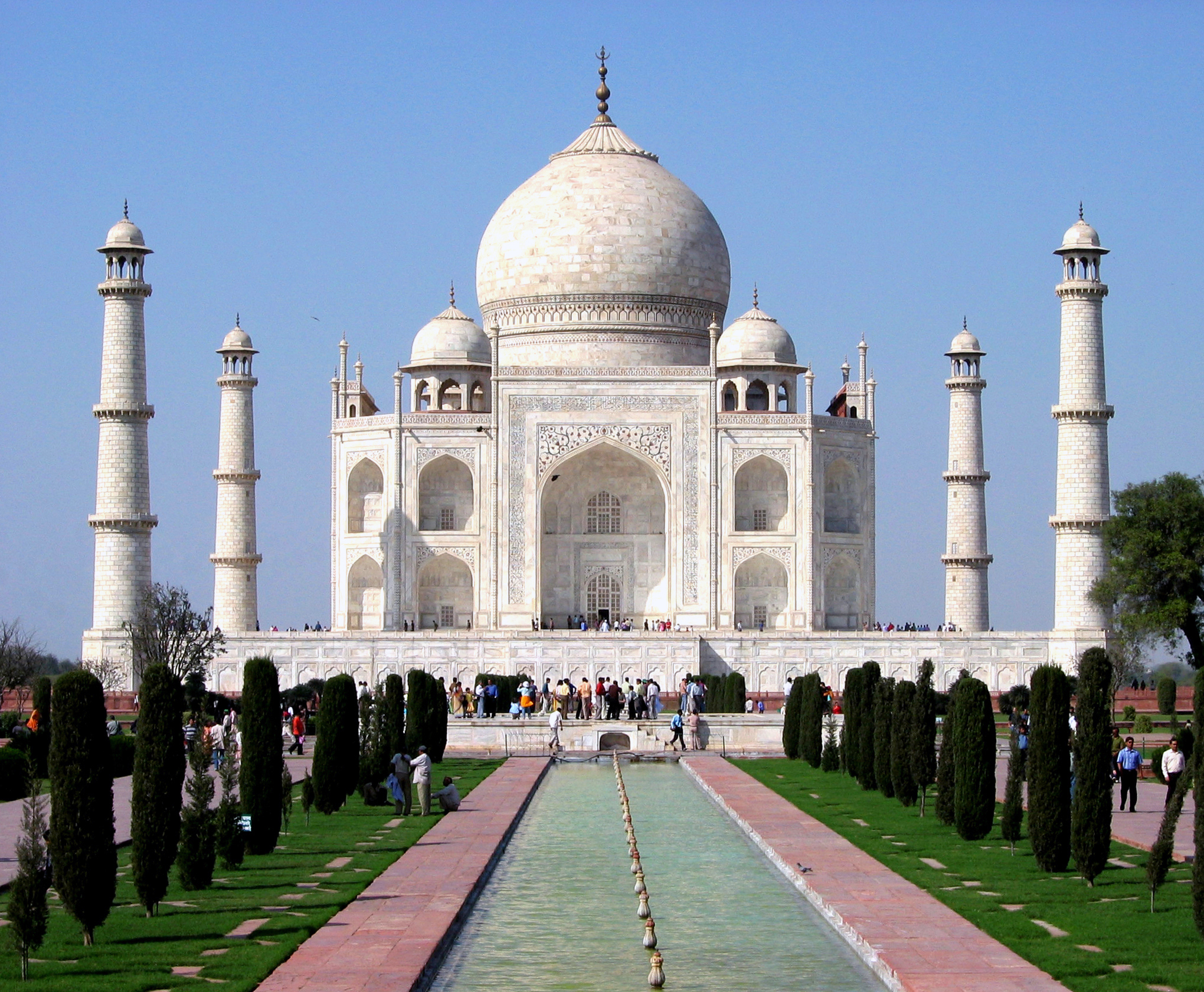
Taj Mahal i Agra.

Uttar Pradesh är en delstat med vissa regionala skillnader, men kan generellt beskrivas som ett vidsträckt slättland vid floderna Ganges och Yamuna, tätt befolkat av en mycket fattig landsbygdsbefolkning.

### Administrativ indelning
Delstaten är indelad i 71 distrikt. De flesta är uppkallade efter den administrativa huvudorten. 
Agra | Aligarh | Allahabad | Ambedkar Nagar | Auraiya | Azamgarh | Baghpat | Bahraich | Ballia | Balrampur | Banda | Barabanki | Bareilly | Basti | Bijnor | Budaun | Bulandshahar | Chandauli | Chitrakoot | Deoria | Etah | Etawah | Faizabad | Farrukhabad | Fatehpur | Firozabad | Gautam Buddha Nagar | Ghaziabad | Ghazipur | Gonda | Gorakhpur | Hamirpur | Hardoi | Hathras | Jalaun | Jaunpur | Jhansi | Jyotiba Phule Nagar | Kannauj | Kanpur Dehat | Kanpur Nagar | Kanshi Ram Nagar | Kaushambi | Kushinagar | Lakhimpur-Kheri | Lalitpur | Lucknow | Maharajganj | Mahoba | Mainpuri | Mathura | Mau | Meerut | Mirzapur | Moradabad | Muzaffarnagar | Pilibhit | Pratapgarh | Rae Bareli | Rampur | Saharanpur | Sant Kabir Nagar | Sant Ravidas Nagar Bhadohi | Shahjahanpur | Shrawasti | Siddharthnagar | Sitapur | Sonbhadra | Sultanpur | Unnao | Varanasi

## Politik

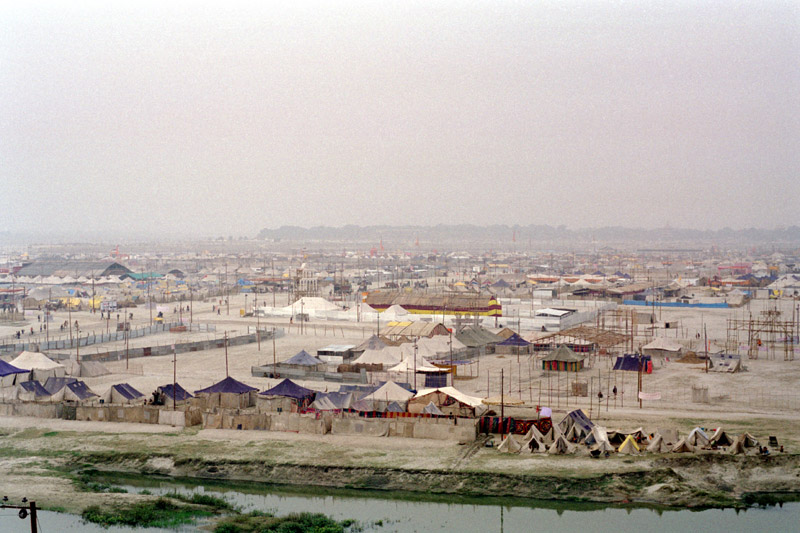
Kumbh Mela i Allahabad.

Kongresspartiet lyckades in i det längsta behålla sin maktställning. Efter valet 2007 tog emellertid vänsterpartiet Bahujan Samaj Party över premiärministerposten.
När Uttarakhand bröt sig loss från Uttar Pradesh i början av 2000-talet klagade man bland annat på rovdriften på skogen i Uttarakhand – i Uttar Pradesh finns just ingen skog. Man klagade också på det kvoteringssystem som tillämpas i Uttar Pradesh, där ovanligt många tillhör lägre kaster, medan ovanligt många i Uttarakhand tillhör höga kaster. 
Kvoteringssystemet i Uttar Pradesh går på ett ungefär ut på att eftersom 27 % av befolkningen tillhör "eftersatta kaster", så ska 27 % av alla lediga jobb gå till medlemmar av dessa grupper.

## Ekonomi
OBS: Siffrorna är från 1991. 73 % av arbetskraften arbetar inom jordbruket, som står för 41 % av delstatens BNP. Jordbruket är effektivast i väst, där också den industriella tillväxten är högst. Uttar Pradesh har annars under en rad decennier haft en lägre ekonomisk tillväxt än övriga Indien. Samtidigt har dock befolkningstillväxten varit lägre än genomsnittet.
Jordbrukets främsta produkter är brödsäd, sockerrör och potatis.
Industrin i delstaten står för 20 % av BNP och 9 % av arbetskraften. Detta är tredje lägst i landet. De viktigaste branscherna är cementtillverkning, tillverkning av vegetabilisk matolja och textilindustri.
I många andra sammanhang har också Uttar Pradesh halkat efter. Till exempel barnadödligheten är hög.

## Demografi
Urbaniseringsgraden var 19,8 % 1991. Läskunnigheten bland invånarna som är 7 år eller äldre var 69,72 % vid folkräkningen 2011, därav 79,24 % bland män och 59,26 % bland kvinnor.